# Laura Martinozzi
Laura Martinozzi (Fano, 27 de mayo de 1639-Roma, 19 de julio de 1687) fue duquesa consorte de Módena y Reggio, como esposa de Alfonso IV de Este. A la muerte de su marido, ella se convirtió en regente del ducado en nombre de su hijo, Francisco II de Este.

## Biografía
Nació en Fano, hija de Laura Margarita Mazarino, la hermana mayor del cardenal Mazarino, y de su marido Gerónimo Martinozzi, marqués de Fano, un noble italiano de una antigua familia y mayordomo del cardenal Francesco Barberini.
Ella fue una de las Mazarinettes: las siete sobrinas del cardenal, que él trajo a Francia en 1653, con el fin de organizar para ellas ricos y políticamente ventajosos matrimonios, como Hortensia y Olimpia Mancini. Una vez allí, en Aix-en-Provence, aprendieron por seis meses francés y etiqueta antes de que se les permitiera viajar a París a la corte francesa. Durante dos años, Laura vivió en Francia bajo la tutela de su tío y su "cuasi madrastra", Ana de Austria. 

### Matrimonio e hijos
En su decimosexto cumpleaños, el 27 de mayo de 1655, se casó con el duque de Módena, Alfonso IV de Este. La boda por poderes tuvo lugar en el Palacio de Compiègne con el conde de Soissons, Eugenio Mauricio de Saboya-Carignano, actuando como el duque de Módena.
Tuvieron tres hijos, dos de los cuales sobrevivieron a la infancia:
1. Francisco, príncipe heredero de Módena (1657-1658) murió en la infancia.
2. María Beatriz Ana Margarita Isabel (1658-1718) casada con Jacobo II de Inglaterra y con descendencia, conocida como María de Módena.
3. Francisco II, (1660-1694) se casó con Margarita María Farnesio, sin descendencia. Fue el duque de Módena y Reggio entre 1662 y 1694.

## Regencia
Después de la muerte de su marido, se convirtió en regente de su hijo, Francisco. Trató de encontrar los mejores hombres para un válido consejo de regencia, confiando en su propio confesor, el Padre Garimberti, pero la tarea parecía demasiado difícil y en pocos meses la envidia en la corte y la situación del orden público, con el bandidaje ahora dentro de la ciudad, la llevó a una crisis nerviosa que la obligó a reposar. Luego trató de apoyarse en el cardenal Reinaldo de Este, hermano del difunto duque Francisco I, y el cambio, gracias a la indudable capacidad de éste, surtió sus efectos.
Laura mejoró su salud y comenzó un gobierno fuerte, autoritario, incluso despiadado con los delincuentes, pero también implacable en los impuestos y ahorrativa en los gastos, con el fin de rehabilitar el presupuesto estatal que se encontraba al borde del colapso.
De carácter contradictorio, alternado arrogancia déspota con dulzura y caridad, enseñaba doctrina cristiana a los niños y humillaba a su viejo tío César, casi divirtiéndose en contrarrestar siempre con soluciones que fueran contrarias a las propuestas por él.
No dudó en hacer uso de sicarios para deshacerse del conde Eduardo Malvasia y el conde Horacio Boschetti, pero no fueron pocas sus obras para los enfermos y necesitados. En Reggio Emilia construyó el gran convento de la Visitación, con el adjunto del Instituto de la "Concepción" para la educación de las doncellas pobres, que costó más de 100.000 escudos romanos, y el Ghetto de Judíos que fue "inaugurado" a principios de 1671.
En 1673, se fue a Londres para asistir a la boda de su hija, María, con el duque de York, Jacobo Estuardo, futuro rey de Inglaterra. Al volver, su hijo de catorce años de edad, Francisco, asumió sus plenos poderes. Ella, que estaba habituada a mandar, tenía que obedecer, y se encontró sola y sin amigos.
El físico y mentalmente débil, Francisco II quedó bajo la influencia de su primo, César Ignacio, y por lo tanto Laura se trasladó a Roma con su madre, manteniendo (recíprocamente) una relación de amor-odio con su hijo y temiendo por el destino de su hija distante, abrumada por los acontecimientos de los Estuardo.

## Muerte
Murió olvidada en Roma en 1687, pero respetada a nivel local, poco antes del nacimiento de su nieto, Jacobo Francisco Eduardo Estuardo, el príncipe de Gales, y en su testamento dejó casi la totalidad de su patrimonio a su hijo. Pidió ser enterrada en Módena, donde su cuerpo está todavía en la capilla mortuoria estense en la iglesia de San Vincenzo.